# Јаманами Кеисуке
Јаманами Кеисуке (Јап. 山南 敬助 „Yamanami Keisuke“ 山南 敬助) (1833. – 20. март 1865) био је јапански самурај и део јединице Шинсенгуми, полицијске снаге шогуната у Кјоту током касног Едо периода.

## Младост
Иако су детаљи његовог рођења непотврђени сматра се да је био син инструктора кенџуцуа пореклом из области Сендаи.
Јаманами је тренирао под чувеним инструктором Чибом Шусаку Наримасом, оснивачем „Хокушин Итто-рју“ стила мачевања где је добио уверење о својој вештини „Менкјо каиден“ нешто пре 1860. године.
Исте године, након што је побеђен у дуелу од стране Кондо Исамија прелази у „Шиеикан“ доџо како би изучио Кондов "Теннен Ришин-рју" стил. Јаманами је раније у младости образован на пољима књижевности и војничким вештинама а остало је записано да је имао нежну и осећајну личност. Главни инструктор у доџоу, Окита Соџи, веома га је поштовао и називао га својим „старијим братом“. Јамами ће са Кондом и осталима из доџоа отићи за Кјото 1863. године стварајући јединицу Рошигуми, под покровитељством Токугава шогуната.

## Период у Шинсенгумију
У Кјоту, Кондо и његова фракција остају у Кјоту док се остатак Рошигумија враћа за Едо. Ускоро Мибу Рошигумији, (који ће касније бити познати као Шинсенгуми), постају утицајна полицијска снага Кјота. Јаманами је служио као заменик командира, заједно са Хиџикатом Тошизоом након што је Ними Нишики био деградиран са те позиције због подстицања туча сумо рвача на улицама у Кјоту.
Сматра се да је Јаманами био један од Шиеикан чланова који су директно имали удела у убиство Серизаве Камоа 1863. године. Након чистке Серизавиног одреда у Шинсенгумију, Јаманами је постао један од заменика командира.
Током чувеног напада у гостионици Икедаји, Јаманами није учествовао директно у акцији већ је те вечери био задужен за чување штаба одреда.

## Смрт
Неко време након Икедаја инцидента Јаманами је покушао да напусти одред Шинсенгумија што се по њиховим правилима кажњавало смрћу. Након што је ухваћен био је принуђен да изврши сепуку док му је секундант био Окита Сођи био (Каишакунин) 20. марта (по старом лунарном календару 23. фебруара) 1865. Постоје разна нагађања везана за разлог Јаманамијевог дезертирања и самоубиства. По једној теорији Јаманами није дезертирао већ је сам одлучио да изврши самоубиство. По другој теорији био је растрган између дужности и пријатељства јер је можда имао сумње у вези политичке способности шогуна Токугаве Јошинобуа па кад је дошло време да била између уверења и дужности, одлучио је да изврши часно самурајско самобиство и избегне скандал за своју јединицу.
У књизи "Шинсенгуми: шогунова последња самурајска јединица" (Shinsengumi : the Shogun's Last Samurai Corps) од Ромулуса Хилсбороуа приказано је да се Јаманамијево мишљење често косило са Хиџикатовим и указује се да је можда било ривалитета између њих двојице који су имали високе позиције у Шинсенгумију. У једном тренутку несугласице су кулминирале након селидбе из места Мибу у храм Нишихонганџи на југозападу од града што је, имајући у виду да је то боравиште будистичких свештеника, засметало Јаманамију. Након што је био надгласан од стране Кондоа и Хиџикате сматра се да је можда то био одлучујући моменат да Јаманами дезертира.
Али то и даље остаје део спекулације па се ова свађа ипак категоризује као део историјске фикције док су прави детаљи његове одлуке да напусти једницу и даље под велом мистерије.
Јаманами одлази за Отцу па Кондо шаље Окиту да га врати. Након што се вратио за Мибу наређено му је да изврши сепуку а као свог секунданта узима Окиту Соџоа. Постоји теорија да се Окита сам понудио да буд секундант из поштовања према Јаманамију ( Каишакунин је обично добар пријатељ или део породице, сваки пут кад је то могуће). Јаманами и Окита су били били добри пријатељи и његова смрт знатно је утицала на Соџоа.
Његово тело покопано је у храму Коен (光縁寺) у Кјоту.
Пре дезертирања Јаманами је био Кондов заменик али после смрти ту позицију преузима Хиџиката Тошизо.